# Pachycephalosaurus
Pachycephalosaurus is een geslacht van uitgestorven plantenetende dinosauriërs behorend tot de Marginocephalia en meer in het bijzonder tot de Pachycephalosauria, dat tijdens het Laat-Krijt, ongeveer 66 miljoen jaar geleden, in het gebied van het huidige Noord-Amerika leefde.
Vanaf het midden van de negentiende eeuw zijn fossielen van Pachycephalosaurus gevonden. Die bestonden eerst uit kleine stukken bot zodat het niet duidelijk was om wat voor dier het ging. De typesoort werd in 1931 benoemd als Troodon wyomingensis. Pas na betere vondsten kreeg het geslacht in 1943 zijn naam Pachycephalosaurus, die 'dikhoofdsauriër' betekent, wat voor de soortnaam de nieuwe combinatie Pachycephalosaurus wyomingensis opleverde. Er werden ook twee andere soorten van het geslacht benoemd, maar tegenwoordig wordt gedacht dat de fossielen daarvan bij P. wyomingensis horen. 
De naam Pachycephalosaurus werd gegeven omdat het dier een zeer dik schedeldak bezat dat een hoge bolling vormde bovenop zijn kop. Die welving was niet gevuld met hersens maar bestond uit massief been dat tot 22,5 centimeter dik was. De geleerden zijn het er niet over eens wat het doel was van de dikke schedel. Volgens sommigen botsten de mannetjes, vechtend om de vrouwtjes, met hun koppen tegen elkaar. Andere wetenschappers denken dat het bot daarvoor niet sterk genoeg was en dat de bolle kop diende om mee te pronken. 
Van Pachycephalosaurus is misschien alleen de schedel teruggevonden. Het kan echter zijn dat twee kleinere geslachten die in zijn gebied voorkwamen, Dracorex en Stygimoloch, in feite de jongen zijn van Pachycephalosaurus. In dat geval is meer van het skelet bekend. Pachycephalosaurus was het grootste bekende lid van de groep Pachycephalosauria. In de populair-wetenschappelijke boeken wordt zijn omvang echter vaak overdreven. Soms geeft men een lengte op van wel acht meter met een gewicht tot twee ton, maar de vondsten wijzen op ongeveer 4,5 meter, wat een gewicht van hoogstens een paar honderd kilo oplevert. Pachycephalosaurus had een grote en vooraan spitse kop, die achteraan voorzien was van beenpunten. Met een snavel en vrij kleine tanden scheurde het dier planten aan stukken die in de grote buikholte verteerd werden. Hij had een korte nek, een zeer brede buik en staart, korte voorpoten en lange achterpoten waarmee hij kon wegrennen voor de roofdieren in zijn gebied, zoals Tyrannosaurus rex. Pachycephalosaurus was een van de laatste grote dinosauriërs en is misschien uitgeroeid door de inslag van een grote meteoriet aan het eind van het Krijt.

## Vondst en naamgeving
De eerste resten van Pachycephalosaurus werden vermoedelijk in 1859 of 1860 gevonden door de verzamelaar Ferdinand Vandiveer Hayden nabij de bron van de Missouri in de Lanceformatie van Montana. Het specimen, ANSP 8568, werd echter niet herkend als dat van een dinosauriër maar in 1872 door Joseph Leidy beschreven als het huidpantser van een onbestemd reptiel of zoogdier en benoemd als Tylosteus ornatus. In 1979 berichtte Donald Baird dat het in feite een stuk schedelbeen van Pachycephalosaurus was; dit zou betekenen dat de geldige naam Tylosteus zou zijn. Baird diende echter met succes een petitie in bij het ICZN om de gangbare naam Pachycephalosaurus te handhaven als nomen conservandum, nadat hij eerder beargumenteerd had dat het beschouwd zou moeten worden als een nomen oblitum.
Ook daarna werden kleinere fragmenten gevonden zonder dat die als behorend tot een aparte soort herkend werden, zoals UNHM 8295, een stuk schedel in 1909 opgegraven door Charles Hazelius Sternberg
De soort werd als zodanig voor het eerst benoemd in 1931 door Charles Whitney Gilmore als Troodon wyomingensis. De soortaanduiding is een verwijzing naar Wyoming. In die tijd werd nog aangenomen dat Troodon, in feite een kleine vleesetende theropode, verwant was aan zekere plantenetende dinosauriërs; beide groepen waren slechts op hun tanden gedetermineerd. De benoeming was gebaseerd op een gedeeltelijke schedel, in 1930 door George Fryer Sternberg gevonden in de Lanceformatie in Niobrara County, het holotype USNM 12031. In 1936 beschreef Gilmore een tweede fossiel van de soort, CM 3180, een meer complete schedel, in de Lanceformatie van Wyoming gevonden door William Utterback.

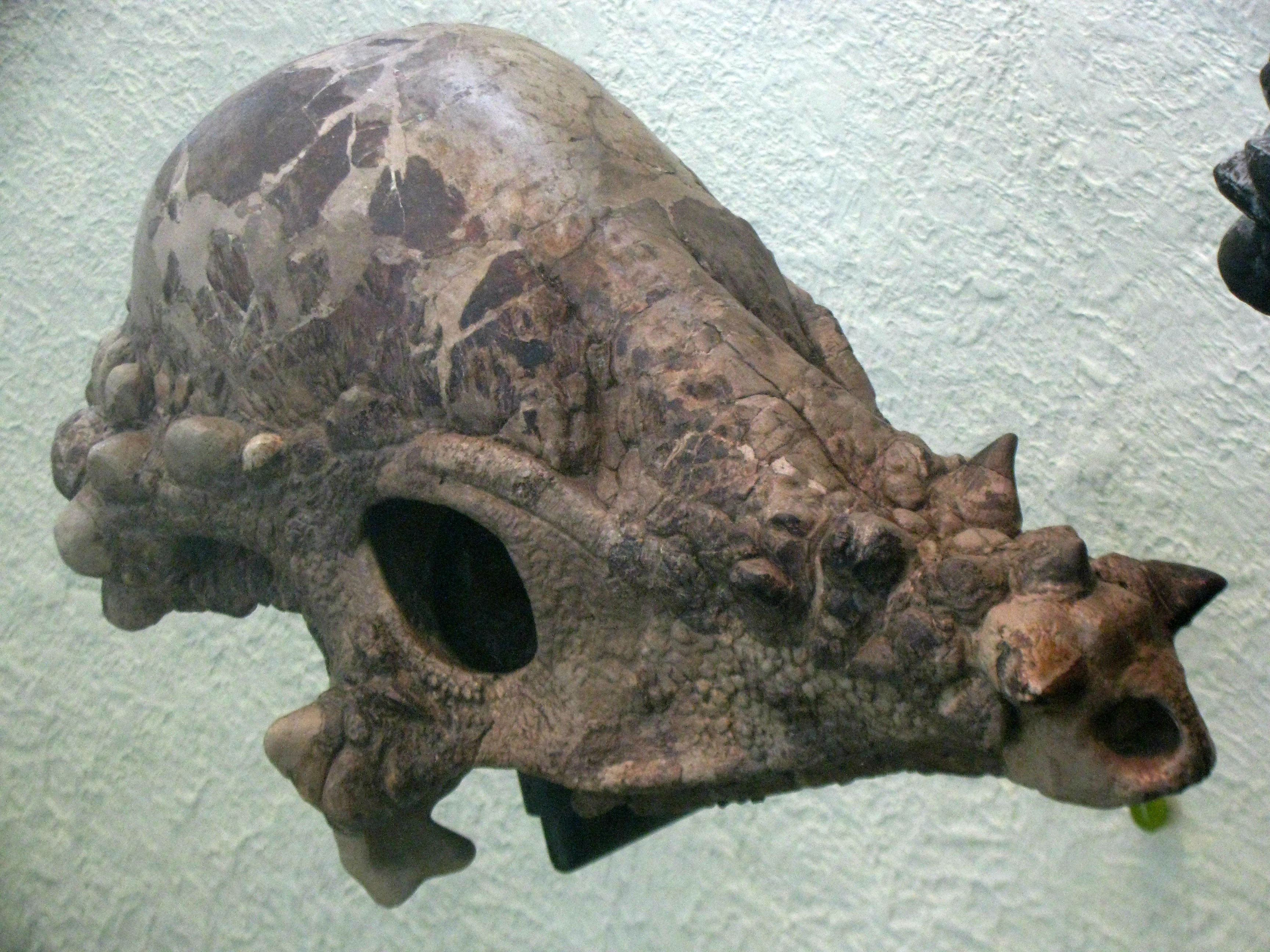
AMNH 1696

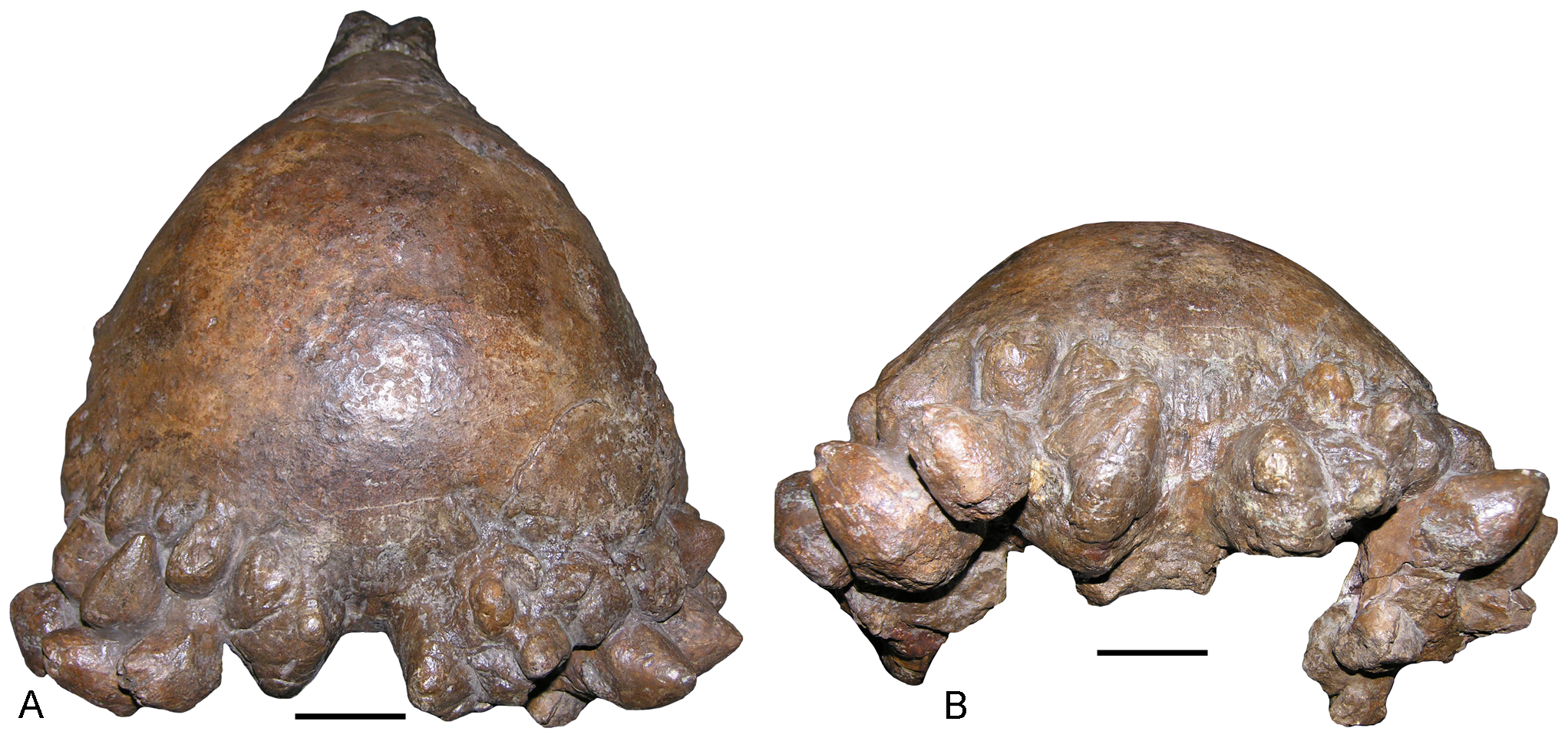
DMNS 469

In 1943 benoemden Barnum Brown en Erich Maren Schlaikjer een apart geslacht Pachycephalosaurus. De geslachtsnaam is afgeleid van het Klassiek Griekse παχύς (pachys), 'dik', en κεφαλή, (kephalè), 'hoofd', een verwijzing naar het dikke schedeldak. T. wyomingensis werd de typesoort en de soortnaam gerecombineerd naar Pachycephalosaurus wyomingensis. Behalve Gilmores materiaal werden twee andere kleine fragmenten ook aan deze soort toegewezen: USNM 7806 en USNM 8295. Barnum en Schlaikjer baseerden de vorming van een nieuw geslacht op nieuw fossiel materiaal, op basis waarvan ook twee andere soorten werden benoemd. De eerste was P. grangeri op grond van AMNH 1696, de grootste en meest complete bekende schedel, in 1940 door rancher William Winkley in Carter County gevonden in de Hell Creek-formatie van Montana. De soortaanduiding eert een van de opgravers, wijlen Walter Granger. De tweede was P. reinheimeri op grond van DMNS (eerder CM) 469, een schedeldak in 1922 door Philip Reinheimer gevonden in Corson County in South Dakota uit de Lanceformatie. Beide soorten worden na een revisie door Peter Galton uit 1971 gezien als jongere synoniemen van P. wyomingensis dat hiermee de enige valide soort blijft.
Van Pachycephalosaurus zijn vrijwel alleen schedelbeenderen beschreven; andere belangrijke exemplaren zijn BNHM R8648, van onduidelijke herkomst en beschreven in 1979, USNM 264304 en CCM 87-1, beschreven in 1989, en VRD 13, door Jack Horner beschreven in 2004. Een uitzondering vormt TMP 97.27.4, een dijbeen met een lengte van 441 millimeter.
Alle formaties waarin specimina gevonden zijn, stammen uit het laatste Maastrichtien, uit lagen die 66,8 tot 65,5 miljoen jaar oud zijn. Mogelijk schedelmateriaal is in 2015 ook gemeld uit de Scollardformatie van Alberta, Canada.
Op grond van juveniel materiaal, skeletdelen behorend aan nog niet volgroeide individuen, werd in 1983 de pachycephalosauriër Stygimoloch en in 2006 de pachycephalosauriër Dracorex benoemd. In 2009 stelde Horner dat het hier slechts om jongen van Pachycephalosaurus zou gaan; een paratype van Stygimoloch, YPM 335 door Othniel Charles Marsh in 1896 beschreven, was door Brown in 1943 al aan een Pachycephalosaurus sp. toegeschreven. Horners stelling werd in 2010 ondersteund door een studie van Nicholas Longrich. Alle specimina daarnaast toegeschreven aan Pachycephalosaurus waren van volwassen exemplaren met uitzondering van UCMP 134979, dat volgens een studie van Horner uit 2004 echter niet eenduidig aan de soort kon worden toegeschreven; in 2009 voegde Horner daaraan nog MOR 560 en UCMP 556708 toe, een stuk schedelhoorn en een schedeldakafgietsel, beide van onvolgroeide dieren.

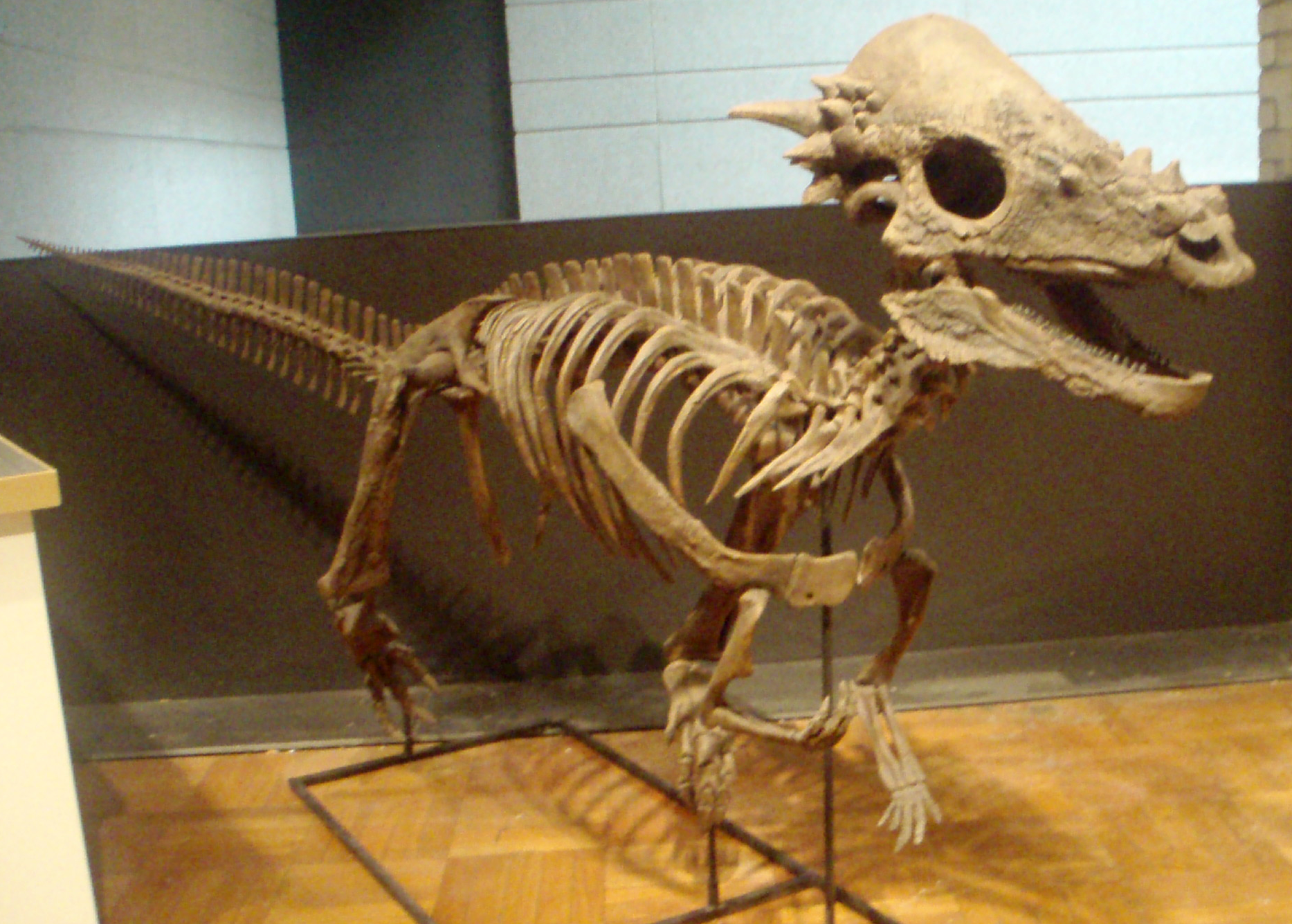
Een afgietsel van "Sandy"

De mogelijkheid dat de fossielen van onvolwassen pachycephalosauriërs uit de Hell Creek- en Lanceformaties in feite aan Pachycephalosaurus zouden toebehoren, heeft belangrijke consequenties voor diens taxonomie en anatomie. Robert Sullivan stelde in 2006 dat Tylosteus in feite tot Dracorex behoorde en stelde voor de naam weer te verwijderen van de lijst van nomina oblita, zodat Dracorex een jonger synoniem zou worden. Als het slechts om onvolwassen pachycephalosauri zou gaan, vervalt hiervan de relevantie. Op 5 juni 1994 ontdekte commercieel verzamelaar Michael Triebold in de Sandy Quarry een van de meest complete bekende skeletten van een pachycephalosauriër, dat 'Sandy' gedoopt werd en waarvan de afgietsels aan tientallen musea over de hele wereld verkocht werden. Het specimen is nog niet beschreven maar paleontoloog Dale Russell meende dat het om een klein mannelijk exemplaar ging van Pachycephalosaurus. Andere onderzoekers echter kwamen tot de conclusie dat het om een fossiel van Stygimoloch ging. Mocht die laatste echter een jonger synoniem van Pachycephalosaurus zijn, dan zou dat betekenen dat een belangrijk deel van het skelet toch bekend is.

## Beschrijving

### Algemene bouw

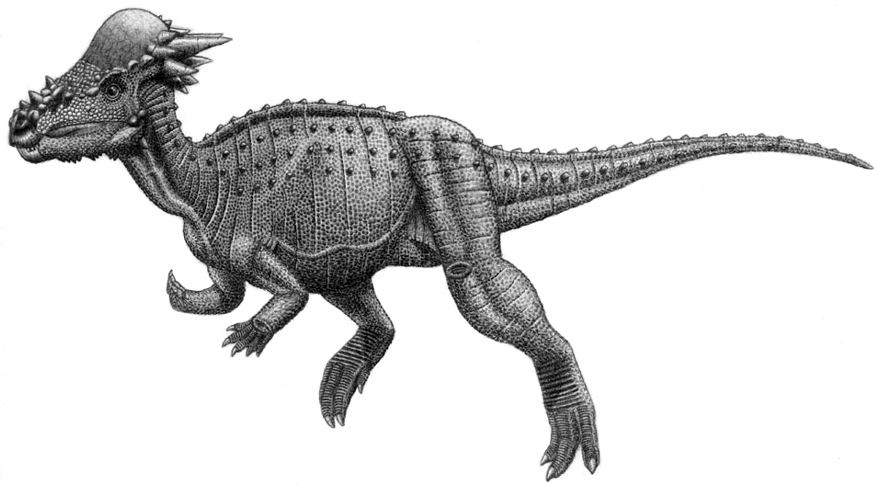
"Sandy" kan een beeld geven van de lichaamsbouw

Van, althans volwassen exemplaren van, Pachycephalosaurus wyomingensis zijn geen complete skeletten teruggevonden; alleen schedelbeenderen zijn met grote zekerheid aan de soort toe te schrijven. Zelfs de onderkaken zijn onbekend. Ook ontbreekt een moderne gedetailleerde beschrijving. De meeste afgietsels die in musea getoond worden zijn aangevuld met gereconstrueerde stukken en daarmee geen betrouwbare bron van informatie. Er kan daarom slechts een zeer algemene aanwijzing gegeven worden over de algemene bouw van het dier. Als lid van de Ornithischia had het vermoedelijk de oorspronkelijke kenmerken van die groep: het was een tweevoeter met korte voorpoten waarvan de staartbasis verstijfd was door verbeende pezen. Meer bijzondere eigenschappen zijn af te leiden uit het feit dat het tot de Pachycephalosauria behoorde: het bezit van een korte versterkte nek; een tamelijk lage bouw; een vrij platte romp en een platte en sterk verbrede staartbasis.

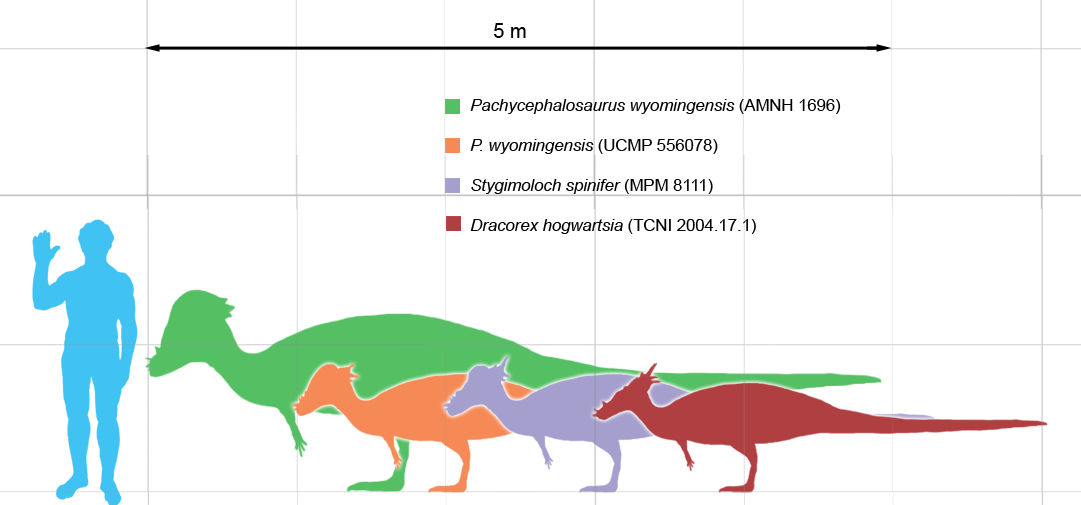
Een groottevergelijking met een mens

Omdat de schedel vrij groot is en de rest van het skelet onbekend werden de afmetingen van Pachycephalosaurus eerst sterk overschat met een lengte van acht meter en een gewicht van enkele tonnen. Eind jaren tachtig werden die schattingen sterk teruggeschroefd tot vier à vijf meter lengte, een heuphoogte van een meter en een gewicht van zo'n tweehonderd kilo. Gregory S. Paul schatte in 2010 echter dat AMNH 1696 toch een lengte van 6,2 meter bereikt zou hebben en een gewicht van 450 kilogram.

### Schedel

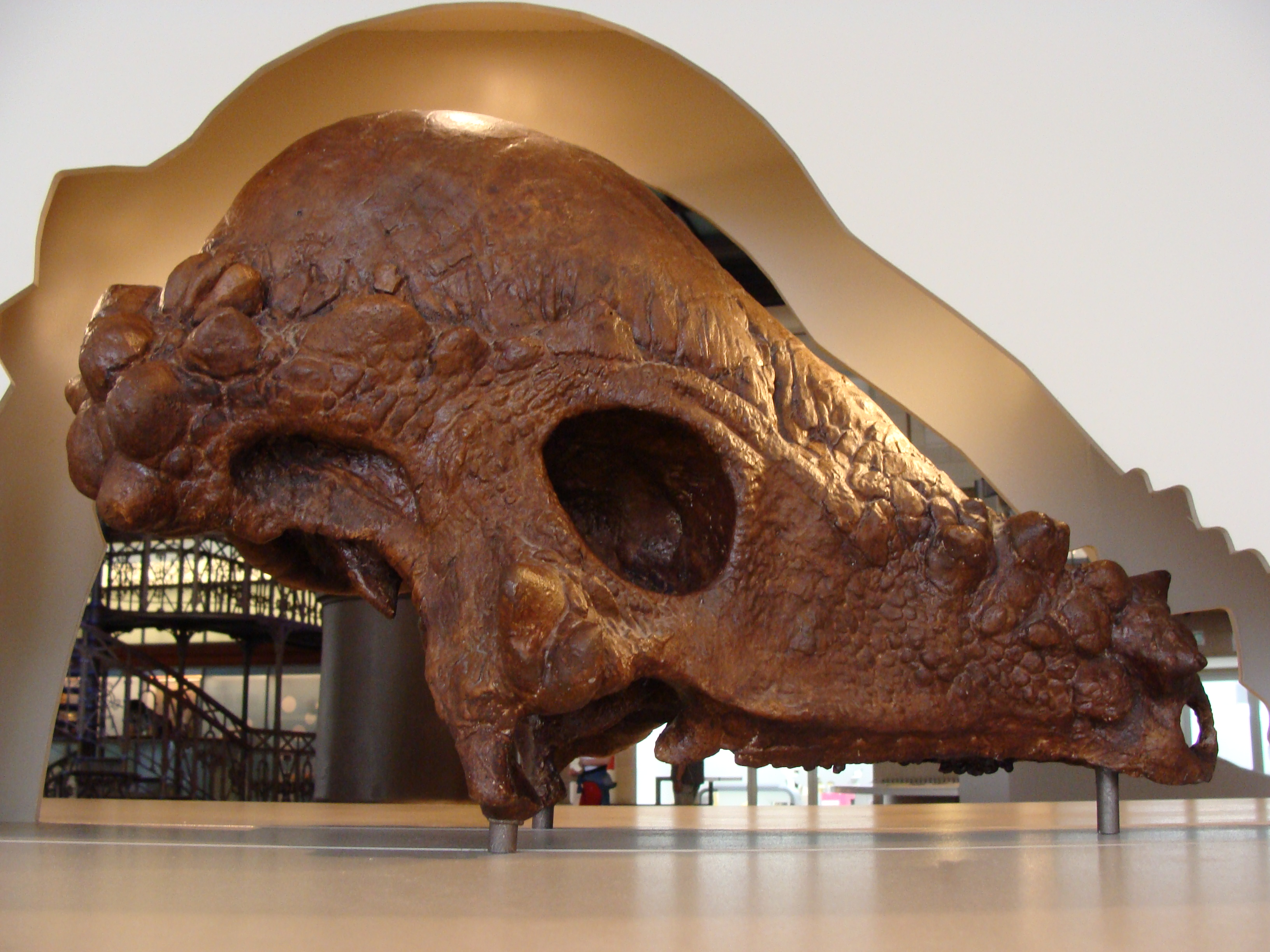
Een afgietsel van AMNH 1696

Bij AMNH 1696, het grootste exemplaar, heeft de schedel een bewaarde lengte van 642 millimeter; een stuk van de snuit ontbreekt nog. De schedel van Pachycephalosaurus is achteraan breed en hoog (363, respectievelijk 320 millimeter bij AMNH 1696) en loopt naar voren spits toe, met een smalle snuit die voor pachycephalosauriërs vrij lang is (195 millimeter). Het grootste deel van de schedel (een lengte van 252 millimeter bij AMNH 1696) bevindt zich desalniettemin achter de oogkassen en de beenderen daar zijn als het ware meegetrokken door de uitgroei naar achteren van de bovenste schedelbeenderen. De bovenkant van de schedel is sterk gewelfd en bestaat voor een groot deel uit een bollend gesloten stuk bot. Die dichte bouw is ook een kenmerk van de overige schedelbeenderen die sterk vergroeid zijn. De normale grote schedelopening vóór de oogkas, de fenestra antorbitalis, is geheel gesloten en de bovenste slaapvensters zijn ook volledig gereduceerd; de onderste slaapvensters zijn teruggebracht tot spleetvormige gaten. De achterste opening in het verhemelte ontbreekt. De massiviteit van de schedel wordt nog versterkt door ornamenten in de vorm van hoorntjes aan de achterrand, de zijkant en boven op de snuit, die gevormd zijn door vastgegroeide huidverbeningen ofwel osteodermen. Ook op de rest van de schedel zijn sporen van kleinere platte osteodermen of althans stukken schedel die veranderd zijn in reactie op bovenliggende huidverbeningen.
De welving op de schedel wordt gevormd door een samengroeiing van de voorhoofdsbeenderen en de wandbeenderen. Een groter vergroeid raakvlak met de neusbeenderen bij USNM 12031 was voor Brown en Schlaikjer een belangrijke reden dit exemplaar als een aparte soort te zien, maar is vermoedelijk een gevolg van individuele variatie. Aan de achterzijde is ook het squamosum met de welving vergroeid, wat niet bij alle pachycephalosauriërs het geval is. De overgang met het squamosum is bij de grootste exemplaren vrij vlak met een enkele rechte diepe beennaad, zonder verbindende brede richel zoals bij kleinere schedels en de andere Pachycephalosauria; die is vermoedelijk door de welving overgroeid. Dit gedeelte steekt ver buiten het normale achterhoofd, het occipitum, uit en vormt een zware brede zadelvormige massa met middenin een punt die de aanhechting was voor de pezen van de nek. Vooraan raakt het squamosum het os postorbitale en dit stuk aan de zijkant van de schedel is soms geornamenteerd met een achttal osteodermen, gerangschikt in bovenliggende rijen. Onderaan is het squamosum weer hecht vergroeid met het sterk hellende en zwaar gebouwde quadratum maar hier zijn de beennaden meanderend. Het jukbeen is tamelijk klein en ook weer met een aantal osteodermen bedekt. De schedelbasis is verkort omdat het door de uitgroei van de bovenste schedelbeenderen naar de onderkant is gedrongen; terwijl het bij de meeste dinosauriërs verticaal staat, bevindt het zich hier in een vrijwel horizontale positie. De delen ervan zijn sterk met elkaar en de rest van de schedel vergroeid en het geheel is zwaargebouwd met een klein rond achterhoofdsgat. De vorm ervan staat een goede horizontale beweging van het achterhoofd toe maar nog een betere verticale. Brown merkte op dat het hoofd door het lage achterhoofdsgat een bijna haakse hoek met de nek gemaakt moest hebben en concludeerde hieruit dat Pachycephalosaurus een tweevoeter was met een opgerichte romp. Oudere illustraties tonen het dier dan ook in een haast menselijke houding. In feite hield Pachycephalosaurus de romp horizontaal maar het in normale toestand opgetrokken houden van de nek, een kenmerk van de meeste Amniota, zal bij deze vorm geprononceerder zijn geweest.

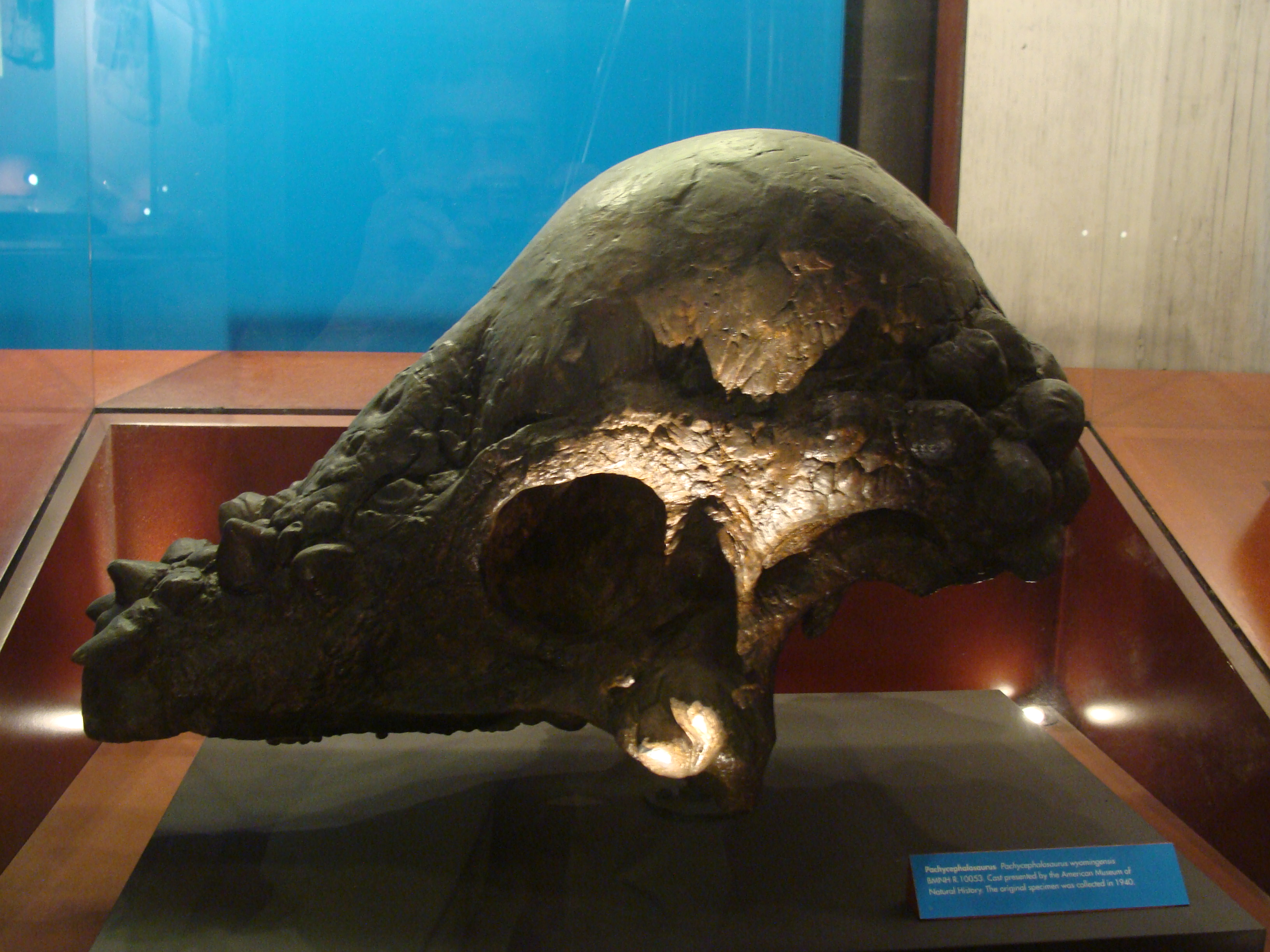
Een afgietsel van hogere kwaliteit in het BMNH

Het schedeldak van Pachycephalosaurus is, zelfs voor een pachycephalosauriër, extreem dik. Bij VRD 13 zijn exacte interne metingen verricht en heeft de welving een lengte van 267 en een dikte van 138 millimeter. Bij AMNH 1696 heeft de welving een lengte van 377 millimeter; omdat de relatieve dikte bij de groei nog toenam, is de schatting vanuit een externe meting door Brown van 222 millimeter dikte vermoedelijk correct. Bij DMNS 469 is de geschatte dikte 158 millimeter.
De hersenpan eronder is zwaargebouwd. Het lukte Otto Falkenbach in de jaren veertig om bij AMNH 1696 het keiharde opvullende gesteente uit de hersenpan te verwijderen zodat hij er een afgietsel van kon maken. De hersenen zijn in vorm typisch voor de Ornithischia en met name de Cerapoda, de groep die de Euornithopoda en de Ceratopia omvat, zoals Brown reeds opviel, hoewel die term in zijn tijd nog niet bestond. De hersenen zijn relatief groot: 162 millimeter lang, 76 hoog en 44,5 breed met een inhoud van 99 cm². Ze zijn langgerekt met grote en brede reuklobben. Die laatste zijn ook aan de voorkant met wel vijf centimeter bot bedekt, een zeldzame versteviging. Net als bij de Ceratopia lopen de grote en kleine hersenen vrij vlak in elkaar over. De oogzenuwen zijn vrij smal.
De hoge maxilla draagt twintig bladvormige tanden in een tandenrij die 17,5 centimeter lang is bij AMNH 1696. De tanden hebben aan beide zijden een brede verticale middenrichel en een tiental zwakke zijrichels. De randen hebben lichte kartelingen. De tanden zijn relatief het kleinst van alle bekende pachycephalosauriërs en hebben lage kronen, maximaal 7,5 millimeter hoog. Hun doorsnede is ovaal met een lengte van 8,5 en een breedte van vijf millimeter. Ze zijn licht naar achteren gebogen, net als bij vleesetende dinosauriërs, de oorzaak van de verwarring met de tanden van Troodon. De voorste tanden zijn wat puntiger dan de achterste. De tanden zijn nauw aaneengesloten en de achterkant van een tand overlapt iets de voorkant van de tand erachter. Of er tanden in de vrij korte praemaxilla stonden, is niet zeker. Die was vermoedelijk bedekt met een hoornsnavel maar Dracorex en Stygimoloch hebben desalniettemin premaxillaire tanden. Brown was ervan overtuigd dat ze ontbraken; het kan ook zijn dat ze bij het ouder worden verdwenen.

## DracorexenStygimolochals mogelijke groeistadia vanPachycephalosaurus

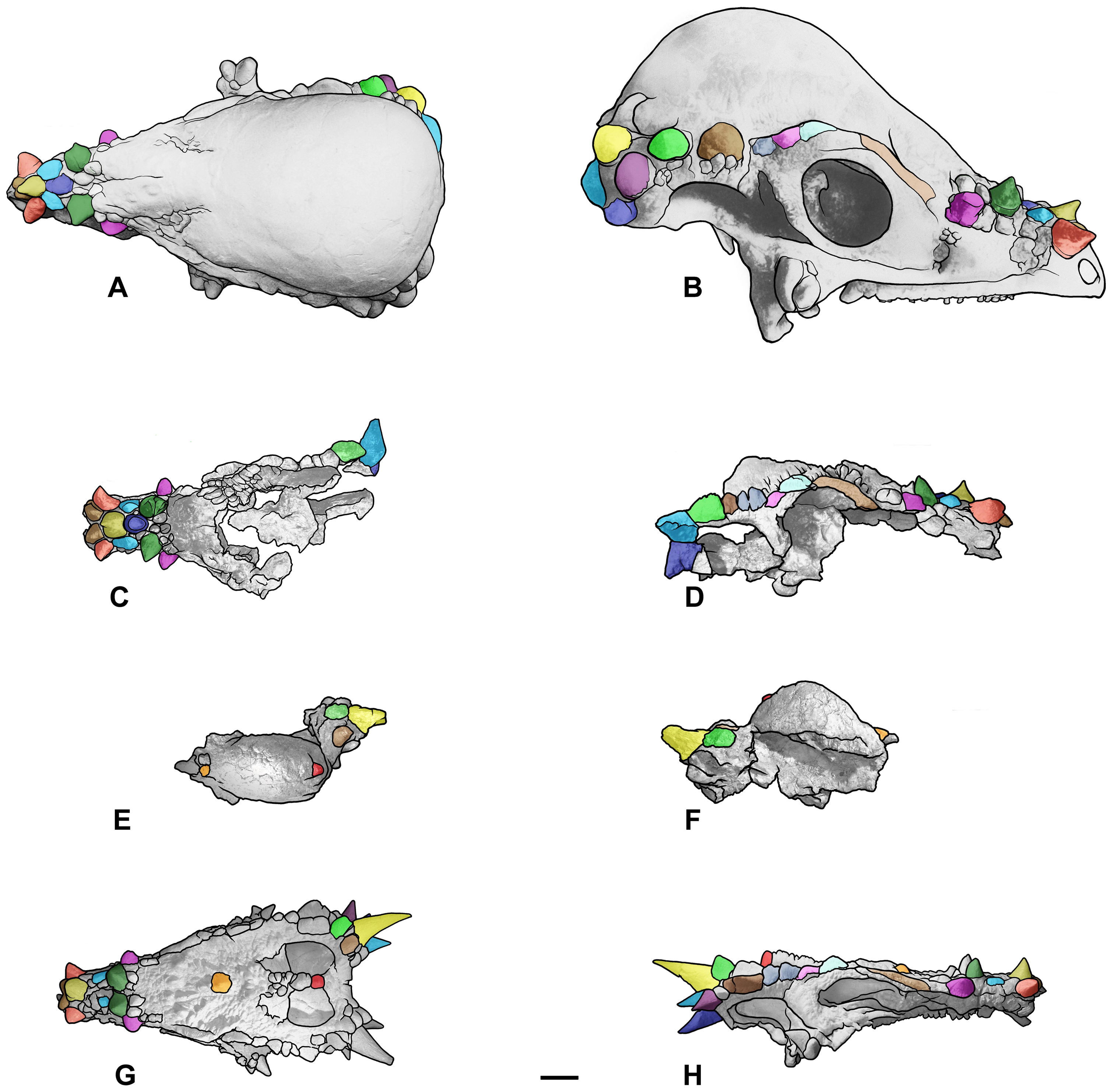
De ontwikkeling van de schedel volgens Horner. Bovenaan AMNH 1696, daaronder UCMP 556078, dan Stygimoloch (MPM 8111) en ten slotte Dracorex (TCNI 2004.17.1)

Het is onomstreden dat Dracorex, Stygimoloch en Pachycephalosaurus zeer nauw aan elkaar verwant zijn. De drie vormen bewoonden daarbij min of meer tegelijkertijd hetzelfde gebied. Het is dus mogelijk dat ze in feite tot dezelfde soort behoren en slechts varianten daarvan vertegenwoordigen: misschien individuele variatie, seksuele dimorfie ofwel een onderscheid in sekse, een evolutionaire ontwikkelingsreeks of rijpingsverschillen. Vooral die laatste mogelijkheid heeft de laatste jaren veel aandacht gekregen. Aan Pachycephalosaurus zijn namelijk geen vondsten van jonge dieren toegewezen; van Dracorex en Stygimoloch zijn geen oude exemplaren bekend. De gedachte lag dus voor de hand dat men simpelweg de vergissing begaan had de groeifasen als aparte soorten te benoemen, een fout die achteraf bij de taxonomie van vele uitgestorven, en zelfs nog voorkomende, diersoorten geconstateerd is geworden.
Horner deed in 2009 een poging aan te tonen dat Dracorex en Stygimoloch inderdaad slechts groeistadia en dus synoniemen van Pachycephalosaurus waren. Daarvoor was het nodig dat hij voor de verschillen tussen de drie vormen aannemelijk maakte dat het om ontwikkelingsfasen ging in een ontogenetische reeks, een geleidelijke ontwikkeling van lichaamskenmerken gedurende het ouder worden. Die verschillen betroffen voornamelijk de welving van de schedel en de vorm en grootte van de osteodermen. Voor de welving was dit het eenvoudigst. Dracorex heeft een vrijwel platte schedel, de grotere Stygimoloch een lichte bolling. Omdat de verre voorouders van de Pachycephalosauridae ook een platte kop moeten hebben gehad en jongere dieren vaak zulke oorspronkelijke kenmerken tonen, kon een plausibele rijping worden aangegeven van platte schedel naar kleine bolling, die weer mooi aansloot bij de groeireeks die al van Pachycephalosaurus bekend was: kleinere exemplaren hebben een relatief lagere welving, die pas bij de alleroudste individuen vol uitgroeit. Dit werd ondersteund door intern botonderzoek dat actieve groeilijnen in de welvingen  van Stygimoloch-exemplaren aantoonde.

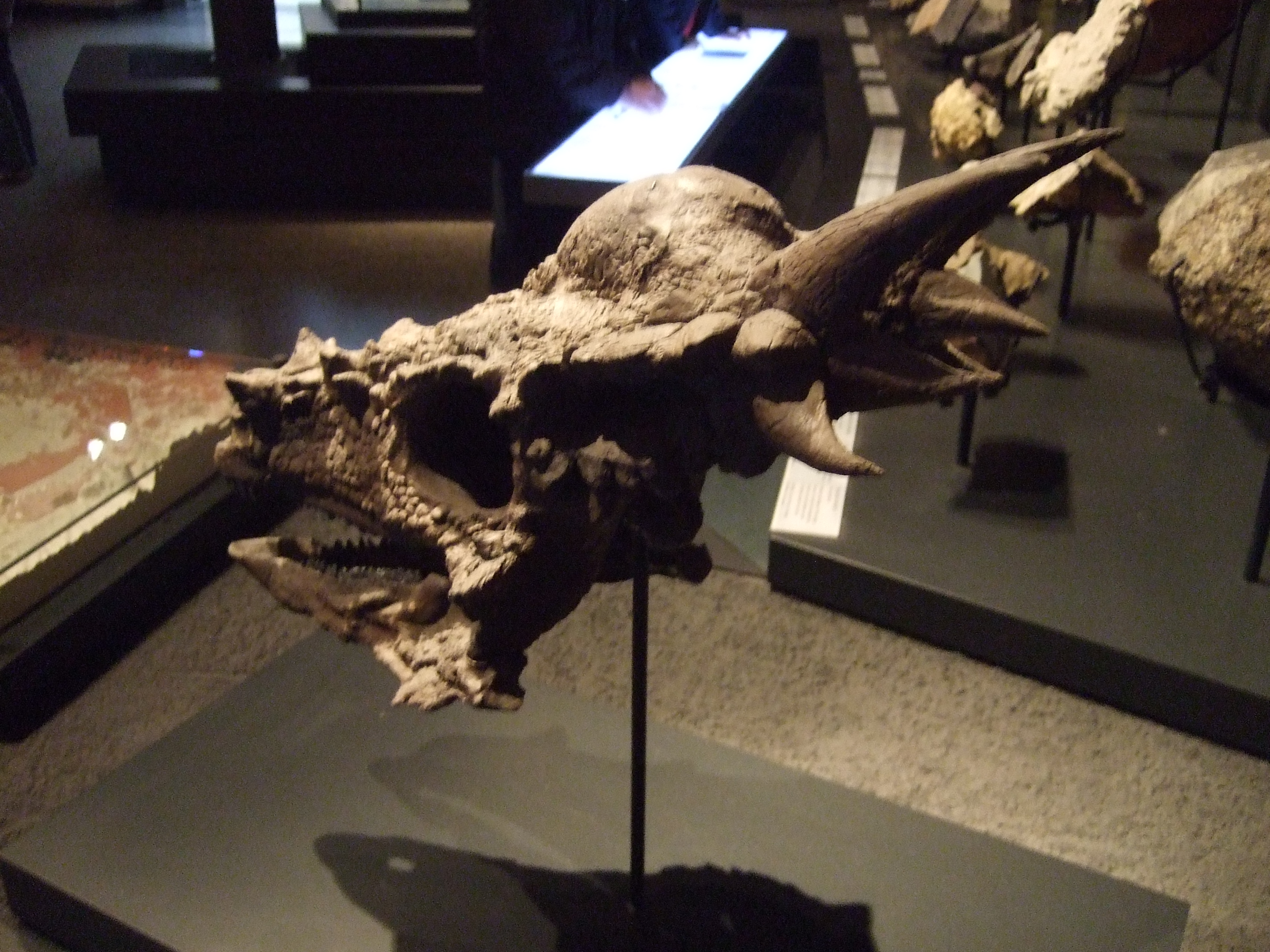
Horners model veronderstelt massale erosie van zulke zeer lange stekels

Bij de osteodermen lag de zaak ingewikkelder. Dracorex heeft grote punten achter op de schedel; die van Stygimoloch zijn nog veel langer. Bij Pachycephalosaurus echter gaat het om vrij lage, piramidevormige, uitsteeksels. Zou ook hier van een rijpingsproces sprake moeten zijn dan zou dat een omkering getoond moeten hebben: eerst verlenging, daarna weer verkorting. Om aan te geven dat zulke omkeringen zich werkelijk voordoen verwees Horner naar de ontwikkeling bij Triceratops, waarbij ook op de achterrand van de schedel eerst scherpe botuitsteeksels in lengte toenemen om in de loop der jaren bij het volwassen dier weer door de rand geabsorbeerd te worden. Zulke resorpties zijn in de botgroei heel normaal; anders zouden de beenderen nooit in grootte kunnen toenemen en toch hun proporties handhaven. Een probleem bij de stekels van Stygimoloch was echter dat deze zo extreem lang zijn dat meestal aangenomen was dat ze bij leven bedekt waren door hoorn zodat resorptie niet mogelijk was. Horner stelde dat ze ook simpelweg versleten konden zijn, geërodeerd door schuring tegen struiken, boomstammen en rotswanden. Als bewijs dat de osteodermen van Pachycephalosaurus afgestompte stekels van Stygimoloch waren, liet hij zien dat de ornamenten van de drie vormen in aantal en positie vrij nauwkeurig met elkaar overeenkwamen en dat sommige specimina van Stygimoloch ook al aan het eroderen waren. Kleine verschillen zouden een gevolg zijn geweest van individuele variatie.
De hypothese van Horner heeft vrij veel bijval gevonden. Toch zijn niet alle onderzoekers overtuigd. Bepaalde gegevens zijn moeilijk met de hypothese te verenigen. Zo is Dracorex niet zeer jong en ook niet zo veel kleiner dan de kleinste individuen die uitgegroeide Pachycephalosaurus-kenmerken tonen. Binnen Horners model kan dat alleen verklaard worden door of een extreme individuele of seksuele variatie in grootte aan te nemen — het specimen van Dracorex zou dan zijn uitgegroeid tot een bijzonder groot exemplaar of een grotere sekse vertegenwoordigen — of extreem snelle veranderingen in bolling en stekels tijdens de jongvolwassen groeifase.
Vondsten van zeer jonge dieren gemeld in 2016 toonden aan dat die al lange stekels hadden, die daarom niet als osteodermen gezien werden maar als uitgroeisels van de normale schedelwand.

## De functie van de schedelwelving

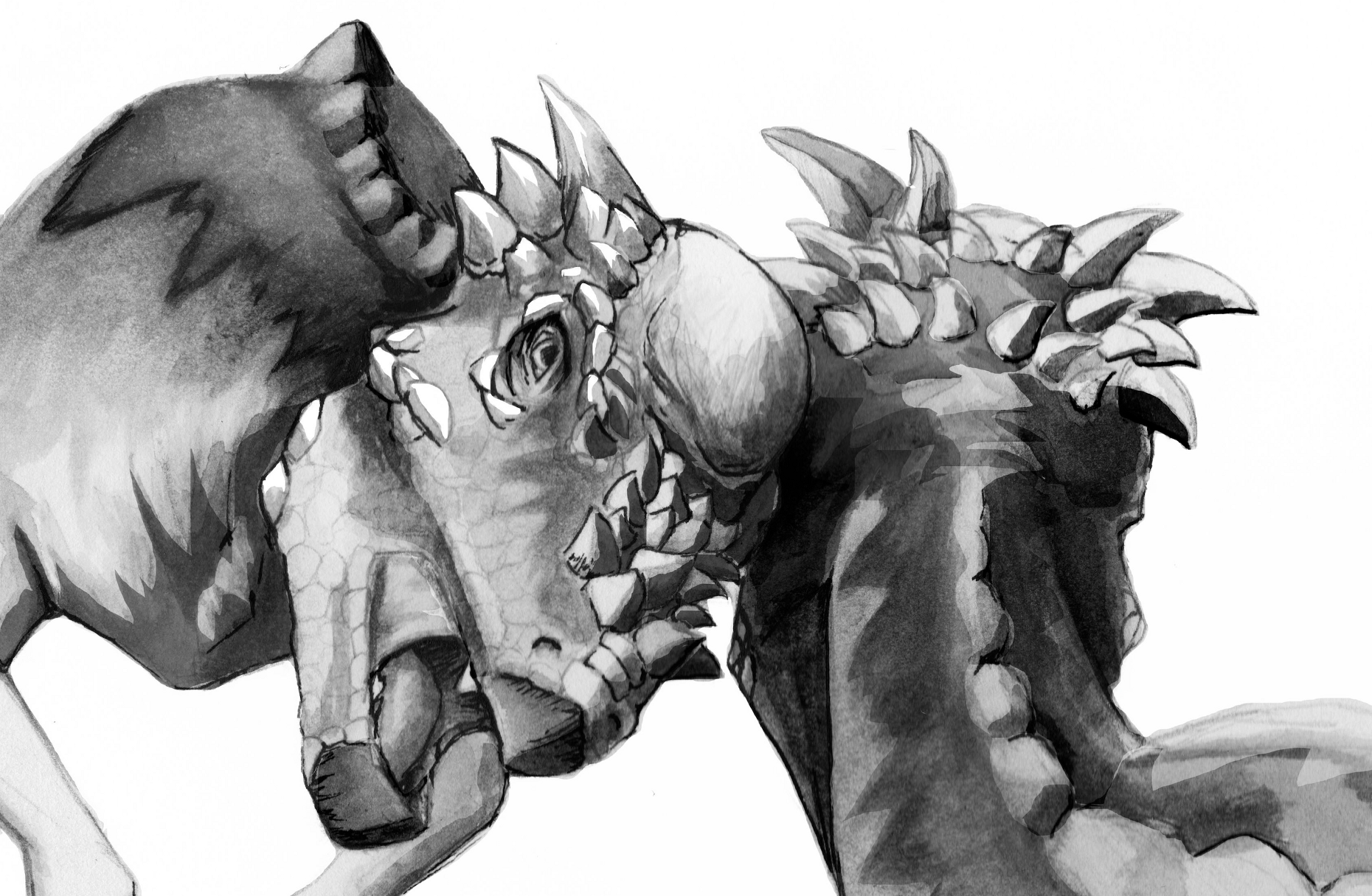
Of sloegen ze met de zijkanten op elkaar in?

De bolle kop van de pachycephalosauriërs heeft al meteen veel aandacht getrokken. Het grote raadsel was in het begin echter niet waar dit kenmerk voor diende maar wat de osteologische oorsprong was. Men wilde eerst niet aanvaarden dat schedelbotten zo dik konden worden en Gilmore veronderstelde dat de structuur het gevolg was van een soort aankoeken van steeds maar nieuwe lagen osteodermen. Brown wist in 1943 door het doorzagen van een schedel van Stegoceras aan te tonen dat het toch echt de normale wandbeenderen waren die zo uitgroeiden.

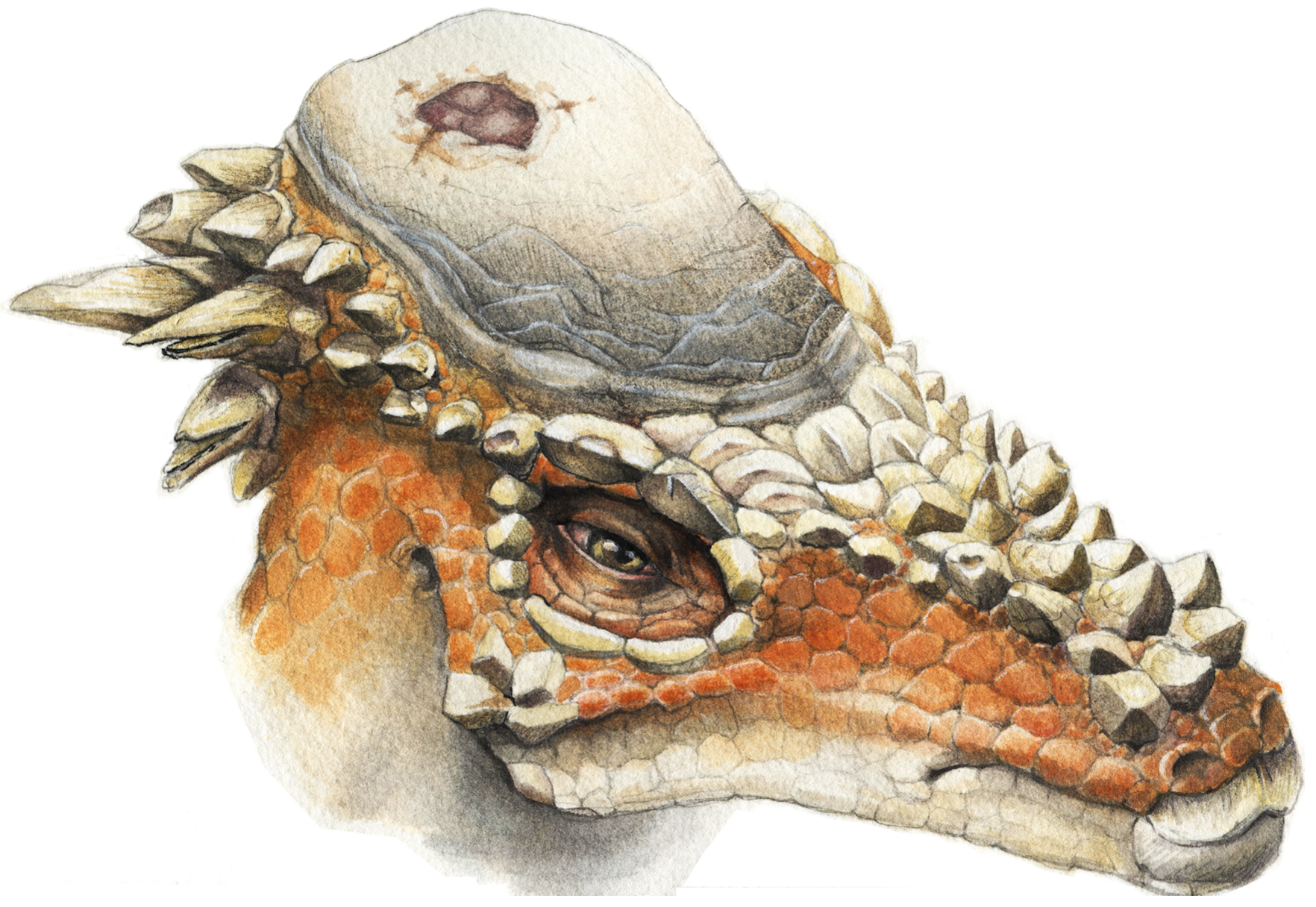
Pachycephalosaurusschedels laten vaak zware verwondingen zien aan het schedeldak

Pas in 1955 kwam Edwin Colbert met een eerste functionele verklaring: de schedel zou gebruikt zijn als een ram waarmee men zich tegen roofdieren kon verdedigen. In 1956 verwerkte de sciencefiction-schrijver Lyon Sprague deCamp dat thema in zijn verhaal A Gun for Dinosaur en voegde eraan toe dat de mannetjes om de vrouwtjes vochten door met de koppen tegen elkaar te slaan. In 1970 uitte Peter Galton het idee van het dominantiegevecht met de schedel voor het eerst in een wetenschappelijke publicatie — terwijl Brown nog gedacht had dat de vrouwtjes de dikste schedel hadden. Hij trok een vergelijking met het gedrag van een bergschaap, de argali. Volgens Galton was de interne structuur van de welving die middenin een zone heeft met uitstralende holten en vezels ideaal om de klappen op te vangen. De extreme verdikking van de hersenpan, de brede schedelbasis, het lage achterhoofdsgat en krachtige en sterk verbonden halswervels zouden verdere aanpassingen zijn. De smalle snuit zou een zekere mate van stereoscopisch zicht toegestaan hebben om zo meer nauwkeurig de stoten te kunnen richten. Hans-Dieter Sues testte in 1978 deze theorie door een stuk plexiglas in de vorm van een verdikte schedel onder druk te zetten wat precies zo'n patroon aan scheurtjes opleverde.
De hypothese, hoewel erg populair, werd echter niet unaniem aanvaard. Een andere verklaring was dat de structuur diende als orgaan om af te koelen. In 1997 stelde Kenneth Carpenter dat het met de verdere aanpassingen voor het rammen met de koppen wel meeviel; die waren veel minder dan bij schapen en geiten. In 2004 zaagde Horner het schedeldak van Pachycepaholsaurus-specimen VRD 13 doormidden. Hij ontdekte dat de zone met de langwerpige vezels inderdaad aanwezig was maar in deze grote soort relatief dunner was dan bij kleinere soorten pachycephalosauriërs. Hieruit concludeerde Horner dat de koppen niet tegen elkaar geslagen werden want dan zou bij grotere dieren de dempende zone juist relatief dikker hebben moeten zijn omdat de inslagkrachten toenemen. In plaats daarvan zou de welving als pronkorgaan gediend hebben en daartoe fel gekleurd zijn geweest. De botstructuur van de welving zou wijzen op een dikke en veranderlijke bekleding door zacht weefsel in plaats van bedekkende osteodermen. Ook deze interpretatie heeft niet de instemming van alle onderzoekers opgeleverd. Sommigen, zoals David Norman, hadden nooit veel belang gehecht aan de demping en zagen het juist als typisch voor de pachycephalosauriërs dat ze zo veel mogelijk krachten aan de hersenen doorgaven, wat voor reptielen minder riskant zou zijn geweest dan voor zoogdieren. Daarbij is een functie als pronkorgaan moeilijk te toetsen omdat iedere opvallende eigenschap daarvoor kan dienen; zij biedt aldus geen speciale verklaring waarom juist de eigenaardige en in evolutionair opzicht vrij kostbare verdikking van de schedel daarvoor gebruikt werd. Ook kan de welving op een andere manier in gevechten gebruikt zijn dan met de koppen tegen elkaar te slaan, bijvoorbeeld door in plaats daarvan de flanken te treffen, een mogelijkheid die al door Sues geopperd was.
In 2012 beschreef Joseph Peterson specimen BMR P2001.4.5, een eenendertig centimeter lang en 132 millimeter dik schedeldak, dat ovale pathologische uithollingen aan één zijkant toonde die verklaard werden als door botsingen in elkaar gedrukte schedeldelen die later weer geheeld waren. Dit werd door hem gezien als een ondersteuning van de hypothese dat de schedeldaken in gevechten gebruikt werden. In 2013 publiceerde Peterson een vervolgstudie die drieëntwintig verwondingen in specimen BMR P2001.4.5 aantoonde en vijf in specimen DMNS 469.

## Fylogenie
Pachycephalosaurus werd eerst door Brown en Schlaikjer toegewezen aan de Troodontidae, niet omdat men dacht dat het een vleesetende dinosauriërs was maar omdat dit begrip toen geheel anders verstaan werd en samenviel met wat wij nu de Pachycephalosauridae noemen. Die laatste term werd pas in 1945 gecreëerd door Charles Mortram Sternberg. Dat was toen geenszins het einde van de evolutionaire verwarring. Men twijfelde eerst sterk waar die groep bij hoorde. Veel onderzoekers dachten dat het een deelgroep van de Ornithopoda was — immers ook een groep tweevoetige ornithischische planteneters. Brown waren al overeenkomsten in wervelbouw en hersenstructuur met de Ceratopia opgevallen; in 1987 zou Teresa Maryańska als eerste die groep met de Pachycephalosauria samenvoegen tot de Marginocephalia.
Binnen de Pachycephalosauridae werd Pachycephalosaurus door Paul Sereno in 1986 toegewezen aan de Domocephalinae maar deze wijzigde dat in 1997 tot de Pachycephalosaurinae, een standpunt dat nu vrij algemeen is. In 2003 verfijnde Robert Sulivan dit tot een Pachycephalosaurini voor Pachycephalosaurus en diens naaste verwanten waaronder Stygimoloch en sinds 2006 ook Dracorex. De zin van die groep staat of valt met de vraag of dit slechts jongere synoniemen zijn of niet. Een mogelijke stamboom is de volgende naar een analyse van Thomas Williamson uit 2002: 
|  | Tylocephale  |
|  |              |
|  | Prenocephale |
|  |              |

|         | Sphaerotholus                                                      |
|         |                                                                    |
| unnamed | \| \| Stygimoloch \| \| \| \| \| \| Pachycephalosaurus \| \| \| \| |
|         | \| \| Stygimoloch \| \| \| \| \| \| Pachycephalosaurus \| \| \| \| |
|         | Stygimoloch                                                        |
|         |                                                                    |
|         | Pachycephalosaurus                                                 |
|         |                                                                    |

|  | Stygimoloch        |
|  |                    |
|  | Pachycephalosaurus |
|  |                    |

|  | Tylocephale  |
|  |              |
|  | Prenocephale |
|  |              |

|         | Sphaerotholus                                                      |
|         |                                                                    |
| unnamed | \| \| Stygimoloch \| \| \| \| \| \| Pachycephalosaurus \| \| \| \| |
|         | \| \| Stygimoloch \| \| \| \| \| \| Pachycephalosaurus \| \| \| \| |
|         | Stygimoloch                                                        |
|         |                                                                    |
|         | Pachycephalosaurus                                                 |
|         |                                                                    |

|  | Stygimoloch        |
|  |                    |
|  | Pachycephalosaurus |
|  |                    |

|  | Tylocephale  |
|  |              |
|  | Prenocephale |
|  |              |

|         | Sphaerotholus                                                      |
|         |                                                                    |
| unnamed | \| \| Stygimoloch \| \| \| \| \| \| Pachycephalosaurus \| \| \| \| |
|         | \| \| Stygimoloch \| \| \| \| \| \| Pachycephalosaurus \| \| \| \| |
|         | Stygimoloch                                                        |
|         |                                                                    |
|         | Pachycephalosaurus                                                 |
|         |                                                                    |

|  | Stygimoloch        |
|  |                    |
|  | Pachycephalosaurus |
|  |                    |

|  | Tylocephale  |
|  |              |
|  | Prenocephale |
|  |              |

|         | Sphaerotholus                                                      |
|         |                                                                    |
| unnamed | \| \| Stygimoloch \| \| \| \| \| \| Pachycephalosaurus \| \| \| \| |
|         | \| \| Stygimoloch \| \| \| \| \| \| Pachycephalosaurus \| \| \| \| |
|         | Stygimoloch                                                        |
|         |                                                                    |
|         | Pachycephalosaurus                                                 |
|         |                                                                    |

|  | Stygimoloch        |
|  |                    |
|  | Pachycephalosaurus |
|  |                    |

|  | Tylocephale  |
|  |              |
|  | Prenocephale |
|  |              |

|         | Sphaerotholus                                                      |
|         |                                                                    |
| unnamed | \| \| Stygimoloch \| \| \| \| \| \| Pachycephalosaurus \| \| \| \| |
|         | \| \| Stygimoloch \| \| \| \| \| \| Pachycephalosaurus \| \| \| \| |
|         | Stygimoloch                                                        |
|         |                                                                    |
|         | Pachycephalosaurus                                                 |
|         |                                                                    |

|  | Stygimoloch        |
|  |                    |
|  | Pachycephalosaurus |
|  |                    |

|  | Tylocephale  |
|  |              |
|  | Prenocephale |
|  |              |

|         | Sphaerotholus                                                      |
|         |                                                                    |
| unnamed | \| \| Stygimoloch \| \| \| \| \| \| Pachycephalosaurus \| \| \| \| |
|         | \| \| Stygimoloch \| \| \| \| \| \| Pachycephalosaurus \| \| \| \| |
|         | Stygimoloch                                                        |
|         |                                                                    |
|         | Pachycephalosaurus                                                 |
|         |                                                                    |

|  | Stygimoloch        |
|  |                    |
|  | Pachycephalosaurus |
|  |                    |

|  | Tylocephale  |
|  |              |
|  | Prenocephale |
|  |              |

|         | Sphaerotholus                                                      |
|         |                                                                    |
| unnamed | \| \| Stygimoloch \| \| \| \| \| \| Pachycephalosaurus \| \| \| \| |
|         | \| \| Stygimoloch \| \| \| \| \| \| Pachycephalosaurus \| \| \| \| |
|         | Stygimoloch                                                        |
|         |                                                                    |
|         | Pachycephalosaurus                                                 |
|         |                                                                    |

|  | Stygimoloch        |
|  |                    |
|  | Pachycephalosaurus |
|  |                    |

|  | Tylocephale  |
|  |              |
|  | Prenocephale |
|  |              |

|         | Sphaerotholus                                                      |
|         |                                                                    |
| unnamed | \| \| Stygimoloch \| \| \| \| \| \| Pachycephalosaurus \| \| \| \| |
|         | \| \| Stygimoloch \| \| \| \| \| \| Pachycephalosaurus \| \| \| \| |
|         | Stygimoloch                                                        |
|         |                                                                    |
|         | Pachycephalosaurus                                                 |
|         |                                                                    |

|  | Stygimoloch        |
|  |                    |
|  | Pachycephalosaurus |
|  |                    |

|  | Tylocephale  |
|  |              |
|  | Prenocephale |
|  |              |

|         | Sphaerotholus                                                      |
|         |                                                                    |
| unnamed | \| \| Stygimoloch \| \| \| \| \| \| Pachycephalosaurus \| \| \| \| |
|         | \| \| Stygimoloch \| \| \| \| \| \| Pachycephalosaurus \| \| \| \| |
|         | Stygimoloch                                                        |
|         |                                                                    |
|         | Pachycephalosaurus                                                 |
|         |                                                                    |

|  | Stygimoloch        |
|  |                    |
|  | Pachycephalosaurus |
|  |                    |

|  | Tylocephale  |
|  |              |
|  | Prenocephale |
|  |              |

|         | Sphaerotholus                                                      |
|         |                                                                    |
| unnamed | \| \| Stygimoloch \| \| \| \| \| \| Pachycephalosaurus \| \| \| \| |
|         | \| \| Stygimoloch \| \| \| \| \| \| Pachycephalosaurus \| \| \| \| |
|         | Stygimoloch                                                        |
|         |                                                                    |
|         | Pachycephalosaurus                                                 |
|         |                                                                    |

|  | Stygimoloch        |
|  |                    |
|  | Pachycephalosaurus |
|  |                    |

|  | Tylocephale  |
|  |              |
|  | Prenocephale |
|  |              |

|         | Sphaerotholus                                                      |
|         |                                                                    |
| unnamed | \| \| Stygimoloch \| \| \| \| \| \| Pachycephalosaurus \| \| \| \| |
|         | \| \| Stygimoloch \| \| \| \| \| \| Pachycephalosaurus \| \| \| \| |
|         | Stygimoloch                                                        |
|         |                                                                    |
|         | Pachycephalosaurus                                                 |
|         |                                                                    |

|  | Stygimoloch        |
|  |                    |
|  | Pachycephalosaurus |
|  |                    |

|  | Tylocephale  |
|  |              |
|  | Prenocephale |
|  |              |

|         | Sphaerotholus                                                      |
|         |                                                                    |
| unnamed | \| \| Stygimoloch \| \| \| \| \| \| Pachycephalosaurus \| \| \| \| |
|         | \| \| Stygimoloch \| \| \| \| \| \| Pachycephalosaurus \| \| \| \| |
|         | Stygimoloch                                                        |
|         |                                                                    |
|         | Pachycephalosaurus                                                 |
|         |                                                                    |

|  | Stygimoloch        |
|  |                    |
|  | Pachycephalosaurus |
|  |                    |

|  | Tylocephale  |
|  |              |
|  | Prenocephale |
|  |              |

|         | Sphaerotholus                                                      |
|         |                                                                    |
| unnamed | \| \| Stygimoloch \| \| \| \| \| \| Pachycephalosaurus \| \| \| \| |
|         | \| \| Stygimoloch \| \| \| \| \| \| Pachycephalosaurus \| \| \| \| |
|         | Stygimoloch                                                        |
|         |                                                                    |
|         | Pachycephalosaurus                                                 |
|         |                                                                    |

|  | Stygimoloch        |
|  |                    |
|  | Pachycephalosaurus |
|  |                    |

|  | Tylocephale  |
|  |              |
|  | Prenocephale |
|  |              |

|         | Sphaerotholus                                                      |
|         |                                                                    |
| unnamed | \| \| Stygimoloch \| \| \| \| \| \| Pachycephalosaurus \| \| \| \| |
|         | \| \| Stygimoloch \| \| \| \| \| \| Pachycephalosaurus \| \| \| \| |
|         | Stygimoloch                                                        |
|         |                                                                    |
|         | Pachycephalosaurus                                                 |
|         |                                                                    |

|  | Stygimoloch        |
|  |                    |
|  | Pachycephalosaurus |
|  |                    |

|  | Tylocephale  |
|  |              |
|  | Prenocephale |
|  |              |

|         | Sphaerotholus                                                      |
|         |                                                                    |
| unnamed | \| \| Stygimoloch \| \| \| \| \| \| Pachycephalosaurus \| \| \| \| |
|         | \| \| Stygimoloch \| \| \| \| \| \| Pachycephalosaurus \| \| \| \| |
|         | Stygimoloch                                                        |
|         |                                                                    |
|         | Pachycephalosaurus                                                 |
|         |                                                                    |

|  | Stygimoloch        |
|  |                    |
|  | Pachycephalosaurus |
|  |                    |

|  | Tylocephale  |
|  |              |
|  | Prenocephale |
|  |              |

|         | Sphaerotholus                                                      |
|         |                                                                    |
| unnamed | \| \| Stygimoloch \| \| \| \| \| \| Pachycephalosaurus \| \| \| \| |
|         | \| \| Stygimoloch \| \| \| \| \| \| Pachycephalosaurus \| \| \| \| |
|         | Stygimoloch                                                        |
|         |                                                                    |
|         | Pachycephalosaurus                                                 |
|         |                                                                    |

|  | Stygimoloch        |
|  |                    |
|  | Pachycephalosaurus |
|  |                    |

|  | Tylocephale  |
|  |              |
|  | Prenocephale |
|  |              |

|         | Sphaerotholus                                                      |
|         |                                                                    |
| unnamed | \| \| Stygimoloch \| \| \| \| \| \| Pachycephalosaurus \| \| \| \| |
|         | \| \| Stygimoloch \| \| \| \| \| \| Pachycephalosaurus \| \| \| \| |
|         | Stygimoloch                                                        |
|         |                                                                    |
|         | Pachycephalosaurus                                                 |
|         |                                                                    |

|  | Stygimoloch        |
|  |                    |
|  | Pachycephalosaurus |
|  |                    |

|  | Tylocephale  |
|  |              |
|  | Prenocephale |
|  |              |

|         | Sphaerotholus                                                      |
|         |                                                                    |
| unnamed | \| \| Stygimoloch \| \| \| \| \| \| Pachycephalosaurus \| \| \| \| |
|         | \| \| Stygimoloch \| \| \| \| \| \| Pachycephalosaurus \| \| \| \| |
|         | Stygimoloch                                                        |
|         |                                                                    |
|         | Pachycephalosaurus                                                 |
|         |                                                                    |

|  | Stygimoloch        |
|  |                    |
|  | Pachycephalosaurus |
|  |                    |

|  | Tylocephale  |
|  |              |
|  | Prenocephale |
|  |              |

|         | Sphaerotholus                                                      |
|         |                                                                    |
| unnamed | \| \| Stygimoloch \| \| \| \| \| \| Pachycephalosaurus \| \| \| \| |
|         | \| \| Stygimoloch \| \| \| \| \| \| Pachycephalosaurus \| \| \| \| |
|         | Stygimoloch                                                        |
|         |                                                                    |
|         | Pachycephalosaurus                                                 |
|         |                                                                    |

|  | Stygimoloch        |
|  |                    |
|  | Pachycephalosaurus |
|  |                    |

|  | Tylocephale  |
|  |              |
|  | Prenocephale |
|  |              |

|         | Sphaerotholus                                                      |
|         |                                                                    |
| unnamed | \| \| Stygimoloch \| \| \| \| \| \| Pachycephalosaurus \| \| \| \| |
|         | \| \| Stygimoloch \| \| \| \| \| \| Pachycephalosaurus \| \| \| \| |
|         | Stygimoloch                                                        |
|         |                                                                    |
|         | Pachycephalosaurus                                                 |
|         |                                                                    |

|  | Stygimoloch        |
|  |                    |
|  | Pachycephalosaurus |
|  |                    |

|  | Tylocephale  |
|  |              |
|  | Prenocephale |
|  |              |

|         | Sphaerotholus                                                      |
|         |                                                                    |
| unnamed | \| \| Stygimoloch \| \| \| \| \| \| Pachycephalosaurus \| \| \| \| |
|         | \| \| Stygimoloch \| \| \| \| \| \| Pachycephalosaurus \| \| \| \| |
|         | Stygimoloch                                                        |
|         |                                                                    |
|         | Pachycephalosaurus                                                 |
|         |                                                                    |

|  | Stygimoloch        |
|  |                    |
|  | Pachycephalosaurus |
|  |                    |

|  | Tylocephale  |
|  |              |
|  | Prenocephale |
|  |              |

|         | Sphaerotholus                                                      |
|         |                                                                    |
| unnamed | \| \| Stygimoloch \| \| \| \| \| \| Pachycephalosaurus \| \| \| \| |
|         | \| \| Stygimoloch \| \| \| \| \| \| Pachycephalosaurus \| \| \| \| |
|         | Stygimoloch                                                        |
|         |                                                                    |
|         | Pachycephalosaurus                                                 |
|         |                                                                    |

|  | Stygimoloch        |
|  |                    |
|  | Pachycephalosaurus |
|  |                    |

|  | Tylocephale  |
|  |              |
|  | Prenocephale |
|  |              |

|         | Sphaerotholus                                                      |
|         |                                                                    |
| unnamed | \| \| Stygimoloch \| \| \| \| \| \| Pachycephalosaurus \| \| \| \| |
|         | \| \| Stygimoloch \| \| \| \| \| \| Pachycephalosaurus \| \| \| \| |
|         | Stygimoloch                                                        |
|         |                                                                    |
|         | Pachycephalosaurus                                                 |
|         |                                                                    |

|  | Stygimoloch        |
|  |                    |
|  | Pachycephalosaurus |
|  |                    |

|  | Tylocephale  |
|  |              |
|  | Prenocephale |
|  |              |

|         | Sphaerotholus                                                      |
|         |                                                                    |
| unnamed | \| \| Stygimoloch \| \| \| \| \| \| Pachycephalosaurus \| \| \| \| |
|         | \| \| Stygimoloch \| \| \| \| \| \| Pachycephalosaurus \| \| \| \| |
|         | Stygimoloch                                                        |
|         |                                                                    |
|         | Pachycephalosaurus                                                 |
|         |                                                                    |

|  | Stygimoloch        |
|  |                    |
|  | Pachycephalosaurus |
|  |                    |

|  | Tylocephale  |
|  |              |
|  | Prenocephale |
|  |              |

|         | Sphaerotholus                                                      |
|         |                                                                    |
| unnamed | \| \| Stygimoloch \| \| \| \| \| \| Pachycephalosaurus \| \| \| \| |
|         | \| \| Stygimoloch \| \| \| \| \| \| Pachycephalosaurus \| \| \| \| |
|         | Stygimoloch                                                        |
|         |                                                                    |
|         | Pachycephalosaurus                                                 |
|         |                                                                    |

|  | Stygimoloch        |
|  |                    |
|  | Pachycephalosaurus |
|  |                    |

|  | Tylocephale  |
|  |              |
|  | Prenocephale |
|  |              |

|         | Sphaerotholus                                                      |
|         |                                                                    |
| unnamed | \| \| Stygimoloch \| \| \| \| \| \| Pachycephalosaurus \| \| \| \| |
|         | \| \| Stygimoloch \| \| \| \| \| \| Pachycephalosaurus \| \| \| \| |
|         | Stygimoloch                                                        |
|         |                                                                    |
|         | Pachycephalosaurus                                                 |
|         |                                                                    |

|  | Stygimoloch        |
|  |                    |
|  | Pachycephalosaurus |
|  |                    |

|  | Tylocephale  |
|  |              |
|  | Prenocephale |
|  |              |

|         | Sphaerotholus                                                      |
|         |                                                                    |
| unnamed | \| \| Stygimoloch \| \| \| \| \| \| Pachycephalosaurus \| \| \| \| |
|         | \| \| Stygimoloch \| \| \| \| \| \| Pachycephalosaurus \| \| \| \| |
|         | Stygimoloch                                                        |
|         |                                                                    |
|         | Pachycephalosaurus                                                 |
|         |                                                                    |

|  | Stygimoloch        |
|  |                    |
|  | Pachycephalosaurus |
|  |                    |

|  | Tylocephale  |
|  |              |
|  | Prenocephale |
|  |              |

|         | Sphaerotholus                                                      |
|         |                                                                    |
| unnamed | \| \| Stygimoloch \| \| \| \| \| \| Pachycephalosaurus \| \| \| \| |
|         | \| \| Stygimoloch \| \| \| \| \| \| Pachycephalosaurus \| \| \| \| |
|         | Stygimoloch                                                        |
|         |                                                                    |
|         | Pachycephalosaurus                                                 |
|         |                                                                    |

|  | Stygimoloch        |
|  |                    |
|  | Pachycephalosaurus |
|  |                    |

|  | Tylocephale  |
|  |              |
|  | Prenocephale |
|  |              |

|         | Sphaerotholus                                                      |
|         |                                                                    |
| unnamed | \| \| Stygimoloch \| \| \| \| \| \| Pachycephalosaurus \| \| \| \| |
|         | \| \| Stygimoloch \| \| \| \| \| \| Pachycephalosaurus \| \| \| \| |
|         | Stygimoloch                                                        |
|         |                                                                    |
|         | Pachycephalosaurus                                                 |
|         |                                                                    |

|  | Stygimoloch        |
|  |                    |
|  | Pachycephalosaurus |
|  |                    |

|  | Tylocephale  |
|  |              |
|  | Prenocephale |
|  |              |

|         | Sphaerotholus                                                      |
|         |                                                                    |
| unnamed | \| \| Stygimoloch \| \| \| \| \| \| Pachycephalosaurus \| \| \| \| |
|         | \| \| Stygimoloch \| \| \| \| \| \| Pachycephalosaurus \| \| \| \| |
|         | Stygimoloch                                                        |
|         |                                                                    |
|         | Pachycephalosaurus                                                 |
|         |                                                                    |

|  | Stygimoloch        |
|  |                    |
|  | Pachycephalosaurus |
|  |                    |

|  | Tylocephale  |
|  |              |
|  | Prenocephale |
|  |              |

|         | Sphaerotholus                                                      |
|         |                                                                    |
| unnamed | \| \| Stygimoloch \| \| \| \| \| \| Pachycephalosaurus \| \| \| \| |
|         | \| \| Stygimoloch \| \| \| \| \| \| Pachycephalosaurus \| \| \| \| |
|         | Stygimoloch                                                        |
|         |                                                                    |
|         | Pachycephalosaurus                                                 |
|         |                                                                    |

|  | Stygimoloch        |
|  |                    |
|  | Pachycephalosaurus |
|  |                    |

|  | Tylocephale  |
|  |              |
|  | Prenocephale |
|  |              |

|         | Sphaerotholus                                                      |
|         |                                                                    |
| unnamed | \| \| Stygimoloch \| \| \| \| \| \| Pachycephalosaurus \| \| \| \| |
|         | \| \| Stygimoloch \| \| \| \| \| \| Pachycephalosaurus \| \| \| \| |
|         | Stygimoloch                                                        |
|         |                                                                    |
|         | Pachycephalosaurus                                                 |
|         |                                                                    |

|  | Stygimoloch        |
|  |                    |
|  | Pachycephalosaurus |
|  |                    |

Pachycephalosaurus leefde helemaal aan het eind van het Krijt en was daarmee een van de laatste dinosauriërs van het Mesozoïcum. Vermoedelijk is hij uitgeroeid door de catastrofe op de K-T-grens en heeft zich niet meer gesplitst in opvolgende soorten.

## Levenswijze
Pachycephalosaurus was een planteneter die leefde in een vrij warm klimaat met sterke van het seizoen afhankelijke wisselingen in de neerslag. Bij het eten rustte hij wellicht op de voorpoten die vermoedelijk nog vijf functionele vingers hadden. Zijn gebit stond, anders dan bij de ook tweevoetige Euornithopoda, niet toe het voedsel te kauwen. Planten werden met de hoornsnavel afgebeten, door de tanden wat verkleind en daarna in vrij grote stukken ingeslikt. Het kan dus zijn dat de soort zich specialiseerde in laagwaardige planten die in grote hoeveelheden werden verzwolgen en daarmee een andere niche innam dan tweevoetige herbivore concurrenten die zijn leefgebied deelden, zoals Thescelosaurus, Ornithomimus, Edmontosaurus en Anatotitan. Het grote spijsverteringsstelsel kan hiermee in overeenstemming zijn — maar ook wijzen op het tegendeel: een systeem om door speciale vertering juist zo veel mogelijk voedingswaarde uit hoogwaardige planten te halen. Op dat laatste kan ook het kennelijk goede reukvermogen wijzen. In het Campanien maakte de pachycephalosauriër Stegoceras een vrij groot deel uit van de totale fauna, zo'n tien procent van alle grotere planteneters. Of ook Pachycephalosaurus zo succesvol was, is onbekend. De relatieve schaarste aan zijn fossielen zou er op kunnen duiden dat hij als grotere vorm vrij zeldzaam was, hoewel dat ook een effect zou kunnen zijn van bepaalde tafonomische omstandigheden, eigenaardigheden tijdens de fossilisering die er ook voor zorgden dat vrijwel alleen de schedels bewaard bleven. Als Stygimoloch en Dracorex de jongen vertegenwoordigen, was die zeldzaamheid minder; zo niet dan moeten het belangrijke voedselconcurrenten geweest zijn.
Pachycephalosaurus leefde aan de westrand van een grote binnenzee die zich toen ten noorden van de Golf van Mexico uitstrekte, de Western Interior Seaway. Het enige roofdier dat we uit zijn gebied kennen, is de reusachtige Tyrannosaurus. Anders dan de ook in die habitat voorkomende planteneters Triceratops en Ankylosaurus had Pachycephalosaurus ondanks zijn schedelwelving vermoedelijk niet het vermogen het in een gevecht tegen deze geduchte rover te kunnen opnemen. Zijn bescherming lag in de vlucht; vermoedelijk kon de niet al te grote soort een tamelijk hoge snelheid bereiken van boven de 40 km/u waarbij het omstreden is of Tyrannosaurus hem zou kunnen achterhalen.
Vanwege de vermeende functie van de schedelwelving in dominantiegevechten is sinds de jaren zeventig de gedachte populair geworden dat Pachycephalosaurus een complex sociaal leven leidde in kudden. Zijn gedrag werd dus helemaal op dat van een schaap of geit gemodelleerd. Ook zijn relatief grote hersenen zouden hierop wijzen. Ondersteunend bewijs voor kudden in de vorm van beenderconcentraties ontbreekt echter. Ook zijn er geen eieren, nesten, broedkolonies of erg jonge dieren gevonden.